# Coruja-de-agulhas
Coruja-gavião-castanha ou mocho-pardo (Ninox scutulata) é uma espécie de ave estrigiforme pertencente à família Strigidae.